# 齋藤誠哉
齋藤 誠哉（さいとう せいや、1996年5月13日 - ）は、青森県弘前市出身の元プロ野球選手（投手）。左投左打。NPBでは育成選手であった。
羽田エキスパートエージェンシーとエージェント契約を結んでいる。

## 経歴

### プロ入り前
弘前市立和徳小学校4年生の時に野球を始め、5年生で投手になった。
青森市の青森山田中学校に進むと「青森山田シニア」でプレーした。
静岡県磐田市の磐田東高校では2年生の時、秋季静岡県大会・西部地区予選2回戦で12三振を奪ってのノーヒットノーランを達成した。
3年生の時の第96回全国高等学校野球選手権大会では、静岡大会の2回戦で桐陽高校の前に敗退している。
高校時代のチームメイトの同級生に鈴木博志がいて、2学年後輩には加藤脩平がいた。
2014年10月23日に行われたプロ野球ドラフト会議で福岡ソフトバンクホークスに育成選手ドラフト2巡目で指名され、支度金300万、年俸270万円で（金額は推定）契約合意し入団した。
背番号は126。

### ソフトバンク時代
2015年は二軍公式戦では登板は無く、三軍戦において11試合に登板した。
2016年、今シーズンも二軍公式戦での登板機会は無かったが、三軍戦において23試合に登板し95回1/3を投げ、3勝8敗、防御率4.63の成績を残す。
シーズンオフの11月25日から台湾で開催された2016アジアウインターベースボールリーグにおいて、NPBウエスタン選抜のメンバーに選ばれ、同大会では6試合に救援登板し、8回を投げ0勝0敗2ホールド、防御率9.00の成績だった。
2017年5月31日に行われたウエスタン・リーグ、対阪神タイガース戦において、中継ぎ投手として二軍公式戦初登板を果たす。二軍戦登板はその1試合のみで。、三軍戦において39試合に登板し、89回1/3を投げ、3勝8敗1セーブ、防御率4.13の成績を残す。10月31日、育成選手制度の規約に基づいて自由契約公示されが、12月6日、来シーズンの育成選手契約締結が発表された。
2018年は、二軍公式戦での登板機会はなく、三軍戦では22試合で21回1/2を投げ、1勝0敗、防御率2.63の成績を残す。10月31日、自由契約公示された。

### BCリーグ・栃木時代
2019年1月10日、ベースボール・チャレンジ・リーグの栃木ゴールデンブレーブスに入団することが発表された。18試合に先発登板し、10勝6敗、防御率3.14の成績を残した。リーグチャンピオンシップにも2試合先発して1勝をあげ、チーム初のリーグ優勝に貢献。グランドチャンピオンシップにも1戦目の先発投手として登板した。
2020年は怪我により復帰のめどが立たず、リハビリに専念することになり、2月17日に練習生契約締結が発表された。その後、9月21日付で選手契約となり3試合に登板した。

### BCリーグ・福島時代
2021年1月8日、同じリーグに所属する福島レッドホープスへ移籍することが発表された。同年6月11日に選手契約から練習生契約となり、7月15日に退団が発表された。退団に際し、「故障が癒えずに現役としての続行が困難であると判断し退団することにした」とコメントを残している。

## 選手としての特徴
投球フォームはスリークォーター。高校生時で直球の最速は140km/h台。変化球の持ち球の1つにスライダーがある。

## 詳細情報

### 年度別投手成績
- 一軍公式戦出場なし

### 独立リーグでの投手成績
| 年 度     | 球 団     | 登 板 | 勝 利 | 敗 戦 | セ 丨 ブ | 完 投 | 勝 率 | 打 者 | 投 球 回 | 被 安 打 | 被 本 塁 打 | 与 四 球 | 与 死 球 | 奪 三 振 | 暴 投 | ボ 丨 ク | 失 点 | 自 責 点 | 防 御 率 | W H I P |
| --------- | --------- | ----- | ----- | ----- | -------- | ----- | ----- | ----- | -------- | -------- | ----------- | -------- | -------- | -------- | ----- | -------- | ----- | -------- | -------- | ------- |
| 2019      | 栃木      | 18    | 10    | 6     | 0        | 1     | .625  | 468   | 114.2    | 108      | 6           | 36       | 2        | 56       | 2     | 0        | 46    | 40       | 3.14     | 1.26    |
| 2020      | 栃木      | 3     | 0     | 0     | 0        | 0     | .000  | 42    | 10.0     | 9        | 0           | 4        | 0        | 8        | 1     | 0        | 3     | 3        | 2.70     | 1.30    |
| 2021      | 福島      | 2     | 0     | 0     | 0        | 0     | .000  | 46    | 9.0      | 16       | 4           | 3        | 0        | 9        | 2     | 0        | 9     | 8        | 8.00     | 2.11    |
| 通算：3年 | 通算：3年 | 23    | 10    | 6     | 0        | 1     | .625  | 556   | 133.2    | 133      | 10          | 43       | 2        | 73       | 5     | 0        | 58    | 51       | 3.43     | 1.33    |

- 2021年度シーズン終了時

### 背番号
- 126 （2015年 - 2018年）
- 26 （2019年 - 2021年）

### 代表歴
- 2016アジアウインターベースボールリーグ：NPBウエスタン選抜